# Hanna Bredal Oftedal
Hanna Bredal Oftedal (født 4. juli 1994 i Oslo Norge) er en tidligere norsk håndboldspiller. Hun har tidligere spillet for Stabæk IF, Paris 92 og Silkeborg-Voel KFUM.
Hun er kærester med Paris St. Germain Handball's Sander Sagosen. Hun er også lillesøster til Stine Bredal Oftedal som spiller i Győri Audi ETO KC.